# Pachylicus hirsutus
Pachylicus hirsutus is een hooiwagen uit de familie Zalmoxioidae.